# Johanneshofs IF
Johanneshofs Idrottsförening var en idrottsförening i Johanneshov i Stockholm, som grundades första maj 1906. Klubbmärket var blått och rött. Klubben leddes av dess starke man – åkare Albert Fredlund ägare till Johanneshofs gård och klubben höll till på det fält där Globens arenaområde ligger idag. 
Föreningen hade vissa framgångar inom såväl bandy som fotboll. De sportsliga framgångarna kom efter att Eriksdals IF gick upp i klubben 1911. Johanneshofs tog i samband med detta över Eriksdals IF svart-gul tigerrandiga tröjor. I bandy nådde man semifinal i svenska mästerskapen 1913, 1914, 1915 och 1916. I fotboll kom den största framgången 1913 när klubben tog sig till semifinal i Svenska Mästerskapet efter att ha slagit ut IFK Norrköping, IK Sleipner och IFK Göteborg. I semifinalen föll de mot Djurgårdens IF med 1-5. I övrigt höll laget till i Mellansvenska serien under perioden 1911-1915.
Bland fotbollsspelare som fostrades i klubben fanns landslagsmännen Frithiof Rudén, Marcus "Dante" Dantowitch, Gustaf Ekberg och Oscar Gustafsson, samt Thor Sjöberg och Josef Kindlund som senare spelade för Hammarby IF. Målvakten Hilding Hallgren fick så småningom en ledarroll inom såväl Johanneshofs IF, Hammarby IF och Svenska fotbollförbundet.
1915 sökte Hammarby IF efter en klubb att samarbeta med kring en fotbollssektion som kunde spela på det nybyggda Hammarby IP även kallad Söderstadion. Dialogen fördes med Johanneshofs IF och Klara SK. Johanneshofs kände sig så pass säkra på att de säkrat samarbetet att de informerade övriga klubbar i Mellansvenska serien att de skulle ta över Hammarby IP. Johanneshofs ställde trots att Hammarby IF finansierat byggandet av idrottsplatsen stora krav på  Hammarby IF – bland annat att klubben skulle byta namn till Johanneshofs IF och att klubben ska spela i deras gulsvarta tröjor. Detta fick Hammarby att istället gå samman med Klara SK.
Säsongen 1914/15 vann Johanneshof Mellansvenska serien. Men inför säsongen 1915/16 gick klubben tillsammans med ytterligare två klubbar ur Mellansvenskan i protest mot reglerna och tilläts inte återansluta sig. Klubben stod därför inför säsongen utanför allt seriespel vilket ledde till att ett antal bärande spelare lämnade klubben. Efter det hade klubben svårt att återhämta sig. De fick dock ett tillskott av spelare vid årsskiftet 1916/17 när Södermalms IK lade ner sitt fotbollslag och merparten av spelarna istället gick till Johanneshofs IF.
Hösten 1918 vände sig Johanneshofs IF åter till Hammarby IF för att diskutera samgående. Förhandlingarna var på väg att spricka när Johanneshofs åter ställde krav på att deras gulsvarta ställ skulle användas vilket mötte motstånd inom Hammarby. Till sist enades klubbarna om att stället skulle bäras under de kommande 60 åren och Hammarby bytte till den gul-svarta tröja med blåa, och senare svarta, shorts som hemmaställ i fotboll i stället för de grön-vita Hammarbyfärgerna.  Besluten om samgående togs vid styrelsemöten den 11 oktober och 15 november.
Hammarby fick i och med sammangåendet utöver ovan nämnda spelare in tre starka ledare – åkare Fredlund och Hilding Hallgren samt Karl Engman som följt med till Johanneshof från Södermalms IK.
Under Johanneshofs tid som förening drevs frågan om en permanent idrottsplats i Johanneshovs området. Byggandet av Idrottsplatsen påbörjades ironiskt nog 1918 när klubben gick samman med Hammarby IF. Johanneshovs IP kom knappt 50 år senare att rustas upp till en ordentlig fotbollsstadium och övertog då namnet Söderstadion.